# Astromil
Astromil es una freguesia portuguesa del concelho de Paredes, con 1,39 km² de superficie y 784 habitantes (2001). Su densidad de población es de 564,0 hab/km².